# Museum Vaassen Historie
Museum Vaassen Historie is een museum in het Gelderse Vaassen dat de historie van het erfgoed van Vaassen bewaart en bewaakt. Het is sinds 2009 gevestigd aan de Dorpsstraat 73 in het centrum van Vaassen.
In 2008 werd door de stichtingen Broken Wings '40-45, Vaassen Reünie en Oud Vaassen het initiatief genomen voor het oprichten van het museum. 
In het museum bevindt zich een collectie van onder andere gereedschap, beeldmateriaal en producten van de lokale industrieën zoals ijzergieterij Vulcanus, de Aluminium Industrie Vaassen, chocoladefabriek Venz en verbandfabriek Utermöhlen.

## Exposities
Museum Vaassen Historie heeft enkele vaste exposities zoals over de lokale middenstand met een oude kruidenierswinkel en de genoemde lokale industrieën. Daarnaast is er een permanente expositie over oorlog en bevrijding. 
Tijdelijke exposities

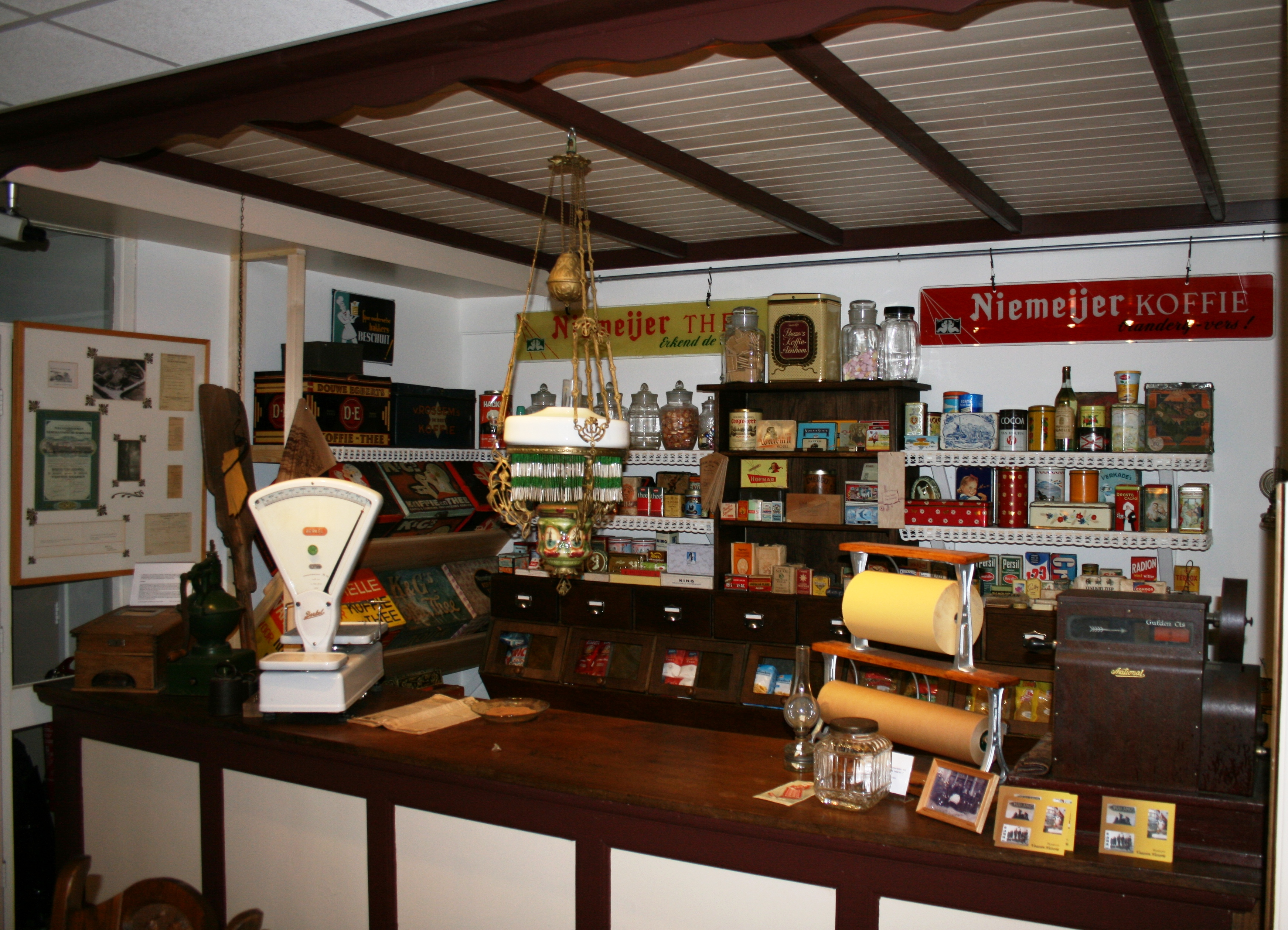
Kruidenierswinkel

Elk jaar zijn er drie à vier tijdelijke exposities met als onderwerpen onder andere:
- De Molukse gemeenschap in Vaassen
- Watermolens
- Toverlantaarns
- IJsselhoeven
- Het huishouden van vroeger

Elk jaar wordt er in de maand december een expositie samengesteld door een verzamelaar van kerstgroepen.